# عائلة تيريشنكو
حقق أفراد عائلة تيريشينكو شهرة كبيرة في أوكرانيا والعالم كرجال أعمال ورواد أعمال ومحسنين وملاك أراضي، بدءًا من القرن الثامن عشر. العائلة لها جذور قوزاقية وتأتي من مدينة هلوخوف (منطقة سومي حاليًا)، المقر السابق لهيتمان الضفة اليسرى لأوكرانيا . 

## تاريخ
تم ترقية التاجر النقابي الأول أرتيمي تيريشينكو إلى طبقة النبلاء الوراثية في الإمبراطورية الروسية بموجب مرسوم ملكي صادر في 12 مايو 1870 لخدماته الخاصة ومكافأة على أعماله الخيرية. ساعده أبناؤه الثلاثة - نيكولا ، ثيودور، وسيمون - في إدارة أعماله. لبنتل قخف فنفن فنفن ف غحغ مغمغ اامفكمفم نبنا اتا اتتا بنخميبس تسةس نمت
لمدة تزيد عن نصف قرن، انخرطت عائلة تيريشينكو - نيكولا، ثيودور، وأبناؤهم - ألكسندر ، إيفان ، فارفارا ، ثيودور ، ناديجدا وآخرون في أنشطة خيرية، حيث قدمت لأوكرانيا العديد من المباني والمؤسسات الثقافية والتعليمية، بالإضافة إلى مجموعات فنية، محفوظة الآن في متاحف كييف ، والتي أنشأها أفراد العائلة.  في بداية القرن العشرين، كانت إحدى أكبر شركات السكر المساهمة في المنطقة الجنوبية الغربية هي "جمعية مصانع السكر وتكرير السكر للأخوين تيريشنكو"، التي أسسها نيكولا وثيودور وسيمون تيريشنكو في عام 1870 برأس مال أولي قدره 3 ملايين روبل. بمرور الوقت، حققت الشركة العائلية مبيعات سنوية بقيمة 12 مليون روبل وتمتعت بإمكانية الوصول بشكل مستقل إلى السوق الأوروبية. وظلت بعض المصانع مملوكة بشكل فردي لكل من الإخوة.

## أعضاء
أعضاء العائلة هم:
- أرتيمي تيريشينكو (1794-1873)، رجل أعمال أوكراني، مالك أرض، مؤسس مصانع السكر
  - ru [خطأ: تحقق من وسيط ورمز اللغة] (1819–1903)، فاعل خير أوكراني، ابن أرتيمي
    - فارفارا تيريشينكو (1852-1922)، فاعلة خير، متزوجة من بوغدان خانينكو (1848-1922)، جامع أعمال فنية، أحد مؤسسي متحف كييف للفن الغربي والشرقي
    - إيفان تيريشينكو (1854–1903)، رسام، ابن نيكولا
      - ميخايلو تيريشنكو (1886–1956)، وزير خارجية في الحكومة الروسية المؤقتة ، نجل إيفان
        - بيترو تيريشينكو (1919–2004)، ابن الكيميائي ميخايلو إيفانوفيتش تيريشينكو.
          - ميشيل تيريشينكو (مواليد 1954 ؛ ميشيل تيريشتشينكو) حفيد ميخايلو الفرنسي المولد ، ابن بيترو ميخائيلوفيتش تيريشينكو. أصبح مواطنًا أوكرانيًا في مارس 2015 بعد أن عاش في أوكرانيا لأكثر من عقد من الزمان، [3] وانتخب رئيسًا لبلدية هلوخيف في أكتوبر 2015. [4]
          - fr [خطأ: تحقق من وسيط ورمز اللغة] (مواليد 1956؛ ميشيل تيريشينكو) فرنسي وإنجليزي المولد، حفيد ميخائيلو، ابن إيفان ميخائيلوفيتش تيريشينكو، الفيلسوف وأستاذ جامعي.
          - Ivan Tereshchenko (photographer) [خطأ: تحقق من وسيط ورمز اللغة] ، (مواليد 1958؛ إيفان تيريشينكو) فرنسي وإنجليزي المولد، حفيد ميخائيلو، ابن إيفان ميخائيلوفيتش تيريشينكو، مصور وفنان تشكيلي.
          - Alexandra Tereshchenko [خطأ: تحقق من وسيط ورمز اللغة] ، (مواليد 1964؛ ألكسندرا تيريشينكو) فرنسية وإنجليزية المولد، حفيدة ميخايلو، ابنة إيفان ميخايلوفيتش تيريشينكو، توفيت في لوزان عام 1982.

  - ru [خطأ: تحقق من وسيط ورمز اللغة] (1832–1894)، الذي كانت مجموعته بمثابة الأساس للمتحف الوطني للفنون في أوكرانيا
    - de [خطأ: تحقق من وسيط ورمز اللغة] (١٨٨٨–١٩٥٤)، صانع طائرات ومؤلف، ابن فيودور أرتيمييفيتش. كان متزوجًا من بياتريكس كونتيسة فون كيسرلينجك.

## شعار النبالة
قالب:Infobox COA wide